# Jolana (kytara)

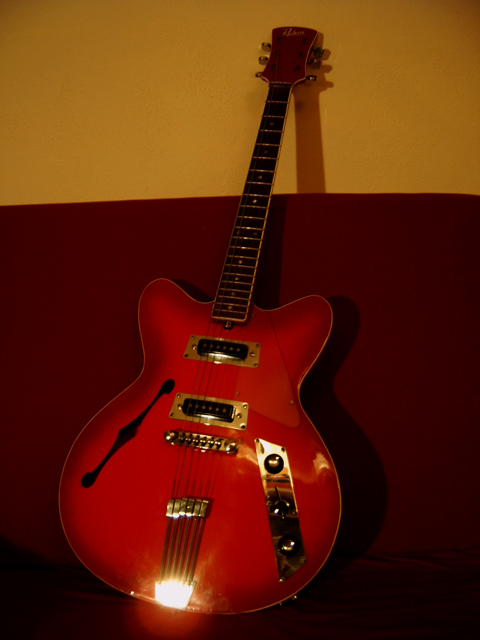
Kytara Jolana rubín

Jolana je značka, pod kterou se od roku 1960 vyrábějí české elektrické kytary.
V letech 1953–1959 se elektrické kytary a baskytary vyráběly pouze v Blatné ve firmě Resonet (později družstvo Dřevokov), pod názvem Resonet. Od roku 1959 do roku 1975 pak hlavně v Hradci Králové, v národním podniku Československé hudební nástroje, nejprve pod názvem Neoton, později Jolana (podle jména dcery hlavního konstruktéra Josefa Růžičky). Dalším místem, kde se kytary a baskytary vyráběly, byl podnik Varhany Krnov a Harmonika Hořovice. Na kytaru Resonet Grazioso, která měla později vývozní název Futurama, hrál člen skupiny The Beatles George Harrison. Futurama z roku 1959 byla i první elektrická kytara, na kterou hrál Jimmy Page. Hrál na ni i Eric Clapton.
Kytary Jolana nyní vyrábí společnost New Bohemian Electronics (NBE), která získala práva na tuto značku v roce 2003.

## Historie
Stejně tak, jako mnoho našich krajanů je považováno za světové vynálezce, můžeme pana Josefa Růžičku pasovat na prvního evropského a logicky i československého zhotovitele sériově vyráběné elektrofonické (elfo) kytary.
Příchodem blatenského rodáka p. Růžičky do výrobního družstva Dřevokov Blatná, které převzalo pod svá křídla méně prosperující znárodněný podnik Resonet, se začíná v roce 1953 psát historie výroby čs. elfo. strunných nástrojů. Nebyly to ještě kytary jako takové, ale tzv. "havajské kytary". První byla vyrobená pod značkou Resonet, jako model Akord. Ta spatřila světlo světa koncem roku 1954. To však již byl první krůček k 1. masivní elfo. kytaře. V tento okamžik je však nezbytné zmínit ještě další dvě výjimečné osoby, se kterými p. Růžička úzce spolupracoval. Byl to p. Vlček, konstruktér, působící již v podniku Resonet a nástrojař p. Hořejš.
Předlohou pro naší 1. čs. elfo. kytaru byl Fender Stratocaster, ale nejednalo se o pouhou kopii. Zmínění pánové kytaru "počeštili" řešením snímačů, přepínačů a hlavně tremola. Tak v roce 1955 vzniká 1. čs. elfo. kytara RESONET Grazioso. Díky světové výstavě EXPO '58 v Bruselu (zde získala spolu s elfo. "havajkou" Arioso a elfo. kontrabasem Arco zlatou medaili) se začala vyvážet německou firmou Selmer do Anglie pod názvem Futurama (v tu dobu se americké kytary do Anglie nedovážely). Zde si ji kopil mimo jiné i George Harrison za necelých 60 liber. To, že ji G. Harrison vlastnil a hrál na ni je doloženo dobovými fotografiemi. Existuje i jedna fotografie, kde na Resonet Grazioso hraje i Eric Clapton. A to není vše. Kdysi při jednou rozhovoru uvedl Jimmy Page z Led Zeppelin, že začínal na čs. kytaře.
Uběhlo pár let a v Dřevokovu Blatná došlo k personálním změnám. Tak jak to už někdy bývá, nejsou vždy vztahy v kolektivu ideální. To vedlo k tomu, že se p. Růžička jako blatenský rodák stěhuje do Hradce Králové. Zde zakládá a rozbíhá vývojové středisko a vzniká zde generální ředitelství ČSHN (Čs. hudební nástroje). Po několika modelech masivních kytar (Star I – III), vyrobených však již pod značkou Neoton (značka Resonet zůstává v Blatné a tak p. Růžička začíná používat nový název), vznikají první pololubové elfo. kytary.
Tu úplně první pololubovou Neotonku zná většina z nás z hudebního filmu Starci na chmelu, kde na ni hraje mimo jiné i Josef Laufer stejnojmennou píseň. Tato kytara z roku 1959 je však zvláštní ještě tím, že se vyrábí jako model JOLANA. Je to vůbec poprvé, co se na kytaře objevuje tento název, který p. Růžička dal podle jména své dcery. Následně se pak tento název objevuje už jako značka a nahrazuje tak nadobro název Neoton.
Ve vývoji v Hradci Králové a následně v závodech Krnov a Hořovice je v dalších letech vyrobeno mnoho dalších legendárních modelů, jako je např. Star, Marina, Tornádo, Uragán, Alexandra, Rubín, Iris…………..! A to jsme vlastně na konci existence vývoje p. Růžičky v Hradci Králové. V květnu 1974 je rozhodnuto, že k 1.1.1975 bude vývoj v H.K. rozpuštěn a rozvoj bude sledován pouze v Hořovicích. Jak dnes říká dcera p. Růžičky Jolana:
"Po tak zdařilých letech mi připadalo dost nepochopitelné, když byl elfo. vývoj zrušen a přeměněn na opravnu pian. Tatínek v té době prožíval krizi po vážné nemoci, dost těžké operaci a rekonvalescenci, ale zvládl to s takovou obdivuhodnou silou a vůlí, že jsme byli šťastní a chápali to jako dobré znamení. Jenže lidé, kteří mu zřejmě záviděli úspěch, mu vzali v té pro nás složité době tu největší zálibu, kterou v životě měl: jeho vývojové pracoviště, kde vznikaly výrobky, které výborně reprezentovaly naši malou středoevropskou zemičku". Tolik dcera Jolana.
Závěrem je nutné vyzvednout genialitu otce našich elfo. kytar p. Růžičku. Kdyby 1. elfo. kytaru sestrojil o pět let později, řekli bychom si zřejmě: "No jo, do socialistického Československa pronikl rock 'n' roll a tak šikula Růžička reaguje na poptávku trhu a vrhá na něj tolik potřebné elfo. kytary". Opak je však pravdou. Naše 1. elfo. kytara se narodila v době, kdy doznívá truchlení nad úmrtím Klementa Gottwalda, v době kdy se nám o hudebních stylech "prohnilé kapitalistické společnosti" mohlo jen zdát.
Ale pak to opravdu přišlo. Začátkem 60. let nás skutečně zachvátila rock 'n' rollová horečka, ale naši průkopníci tohoto nastupujícího nového hudebního žánru však nemuseli řešit otázku na co hrát. Stačilo uchopit Resonet Grazioso p. Růžičky a už se mohlo řádit. Stačí se jen podívat na dobové fotografie, nebo seriál ČT Bigbít a uvidíme zmíněnou kytaru u P. Jandy z Olympicu, Petra Kaplana z Mefista, Pavla Sedláčka, Petra Černockého a mnoho dalších ikon našeho bigbítu.

## Modely
Zvláštností některých modelů (označených (1)) byla skutečnost, že pro kytaru i baskytaru bylo použito stejné tělo, což snížilo výrobní náklady. Tyto dvě verze se nicméně lišily velikostí krku a použitou výbavou.
| Chord     | Graziela special II |
| Basso V   | Special             |
| Neoton    | Rubin(1)            |
| Marina    | Kolorbas            |
| Basora    | Studio(1)           |
| Alexandra | Diamant(1)          |
| Alexis II | Onyx                |
| Basso IV  | Vikomt(1)           |
| Pedro     | Iris(1)             |
| Star VII  | Altro               |
| Sirius    | Superstar(1)        |
| Star      | Disko(1)            |
| Big Beat  | Galaxis(1)          |
| Hurricane | Jantar(1)           |
| Diskant   | D Bass              |
| Alfa      | Strat               |
| Star IX   | Proxima(1)          |
| Basso IX  | RK120               |
| Basso X   | RK140               |
| Tornado   | RK Bass             |